# Кулеско, Исаак Иосифович
Исаак Иосифович Куле́ско (1902 — 1980) — советский ветеринар-эпизоотолог.

## Биография
Родился 9 января 1902 года в Кнышине (ныне Подляское воеводство, Польша). Окончил Харьковский ветеринарный институт (1928).
Работа:
- 1928—1932 — ветеринарный врач районной лечебницы и окружной ветбаклаборатории (Запорожье)
- 1932—1935 — ветеринарный врач 7-го кавалерийского полка;
- 1935—1937 — начальник отделения окружной военно-ветеринарной лаборатории № 7 РККА;
- 1937—1938 — начальник окружной военно-ветеринарной лаборатории № 6 РККА;
- 1938—1980 — заведующий отделом по изучению болезней свиней Украинского института экспериментальной ветеринарии.

Кандидат ветеринарных наук (1941). Доктор ветеринарных наук (1952), профессор (1955).
Член-корреспондент ВАСХНИЛ (1956).
Основные научные исследования посвящены разработке вакцины против чумы свиней и её усовершенствованию. Разработал методику приготовления активной вакцины из органов больных свиней и новых метод вакцинации.

## Публикации
- Чума свиней. — Харків; Київ: Держ. вид-во с.-г. лит., 1949. — 38 с.
- Варианты вируса чумы свиней / Соавт. И. Я. Агеев // Науч. тр. / Укр. НИИ эксперим. ветеринарии. 1958. Т. 24. С. 15-22.
- Аэрозольная иммунизация поросят против чумы / Соавт.: А. Т. Шиков, В. С. Ярных // Ветеринария. 1963. № 5. С. 30-32.
- Вирусный гастроэнтерит свиней / Соавт. Н. М. Соболев // Профилактика и лечение заболеваний молодняка с.-х. животных. М., 1974. С. 281—283.

## Награды
- Сталинская премия третьей степени (1947) — за изобретение и внедрение в практику эффективной вакцины против чумы свиней
- орден «Знак Почёта» (1954)
- три медали
- медаль Д. И. Ивановского (1965) — за крупный вклад в развитие ветеринарной вирусологии